# أيلين ألين
أيلين ألين (بالإنجليزية: Aileen Allen)‏ هي غطاسة أمريكية، ولدت في 22 ديسمبر 1888، وتوفيت في 4 سبتمبر 1950.

## وصلات خارجية
- أيلين ألين على موقع أوليمبيديا (الإنجليزية)